# Козімо III Медічі
Козімо III (італ. Cosimo III de' Medici; 14 серпня 1642, Флоренція — 31 жовтня 1723, Флорнеція) — великий герцог Тосканський (1670—1723). Представник дому Тосканських Медічі.

## Біографія
Почав правити після свого батька Фердинандо II. Козімо був досить релігійною людиною, що знаходило своє відображення у законодавстві:
- чоловікам заборонялося входити до будинків, де мешкали неодружені дівчата;
- заборонені шлюби між християнами та євреями;
- єврей, що звертався до повії, штрафувався на 300 крон;
- християнам заборонялося проживання в одному будинку з євреями;
- заборонялося християнським годувальницям годувати дітей євреїв.

Головне завдання Козімо III вбачав у збереженні спадку предків та продовженні династії Медічі. Тому у 1661 році одружився з Маргаритою-Луїзою Бурбон, кузиною короля Франції Людовика XIV. Вона народила від Козімо трьох дітей. Проте внаслідок розбіжностей на життя, смаків Маргарита-Луїза 12 червня 1675 року залишила Тоскану й повернулася до Франції. Незважаючи на наявність двох синів та доньки, проблема спадку у великому герцогстві Тосканському залишилася. Старший син Козімо — Фердинанд — помер молодим, а у інших дітей не було дітей. Козімо III почав розглядати варіант передачі влади своєму братові Фердинанду, але той помер 3 лютого 1711 року. Таким чином усі спроби Козімо III забезпечити стійке продовження династії виявилися марними.

## Сім'я
- Дружина: Маргарита-Луїза Бурбон (1645—1721), донька Гастона, герцога Орлеанського
- Діти:
  - Фердинанд (1663—1713), чоловік Віоланти, доньки Фердинанда, курфюрста Баварії
  - Анна Марія Луїза (1667—1743), дружина Йоганна-Вільгельма, курфюрста Пфальца.
  - Джан Гастоне (1671—1737), чоловік Анни-Марії, доньки Юлія Саксен-Лаенбурзького